# Punto estremale

Punti estremali (in rosso) di un insieme convesso

In matematica, un punto estremale di un insieme convesso S in uno spazio vettoriale è un punto che non appartiene a nessun segmento aperto tracciato tra due punti distinti di S. Intuitivamente, si possono vedere i punti estremali come i "vertici" dell'insieme.

## Proprietà
- Per il teorema di Krein-Milman ogni insieme convesso e compatto in un insieme localmente convesso è la chiusura dell'inviluppo convesso dei propri punti estremali
- In uno spazio di Banach con la proprietà di Radon-Nicodym un insieme chiuso e limitato è la chiusura dell'inviluppo convesso dei propri punti estremali.